# زيانة

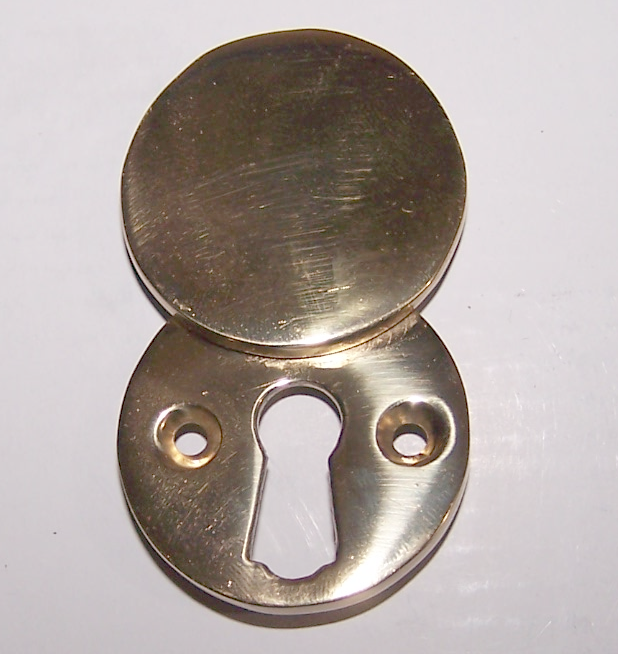
زيانة من نحاس

الزِّيَانة هو مصطلح عام لصفيحة تزيين تستخدم لإخفاء عنصر ليس بمعماري، وخاصة غطاءً لثقب القفل.